# Siameses
Siameses son aquellos gemelos cuyos cuerpos siguen unidos después del nacimiento. Esto tiende a ocurrir en uno de cada 200 mil nacimientos, naciendo el 50 % de los casos muertos y perteneciendo el 75 % de los siameses al género femenino. El porcentaje de supervivencia de los gemelos oscila entre el 5 y 25 %.

## Historia
En Mesopotamia, sumerios, acadios, asirios y babilonios veían el nacimiento de malformaciones como presagio de catástrofes o grandes sucesos. En la Antigüedad, si sobrevivían, se procedía al infanticidio. Incluso los romanos admiten en sus escritos que acababan con todo bebé nacido sin "la forma humana normal", acción que solo se hizo reprobable con el cristianismo. El primer caso documentado de siameses viviendo se remonta al año 945, cuando llegaron a Constantinopla desde Armenia unos hermanos unidos cara a cara por la zona del ombligo (onfalópagos) que vivían exhibiéndose. Cuando uno murió, los médicos osaron proceder a la separación, pero el superviviente murió a los tres días. Entre los casos de gemelos unidos más antiguos conocidos se encuentran las hermanas isquiópagas Mary y Eliza Chulkhurst, nacidas en 1100 en Inglaterra, las cuales vivieron 34 años. Conocidas como Las doncellas de Biddenden (Kent, Inglaterra) a su muerte dejaron una renta anual para repartir comida entre los pobres por Pascua. En el siglo XVIII empezaron a incluirse entre las donaciones de pan y queso, galletas con su retrato que las mostraba unidas por las caderas y fusionadas por los hombros, una probable malinterpretación de su manera de desplazarse, rodeándose una a la otra por los hombros,
Un bajorrelieve en la iglesia de la Scala representa a los gemelos florentinos, nacidos en el siglo XIV, con dos cabezas y tres extremidades inferiores y superiores. En el siglo XV, los hermanos escoceses vivieron 28 años unidos de la cintura hacia abajo. Posiblemente uno de los gemelos unidos más famosos en tiempos pasados fueron las húngaras nacidas en Szony, en 1701, que resultaron objeto de gran curiosidad al ser presentadas en muchos países. Se hallaban unidas por la espalda (región lumbar) y tenían un ano y vagina comunes. 
Pero sin duda los más conocidos fueron Chang y Eng Búnker, nacidos en Siam en 1811, aunque pasaron la mayor parte de su vida en Estados Unidos. Por aquel entonces su condición era una razón para ser parte del circo de P.T. Barnum, donde se les conocía como los «Siamese Twins». Ambos eran artistas talentosos y en su acto realizaban proezas acrobáticas, trucos de magia y rutinas humorísticas. Las entradas a su espectáculo eran costosas, pero el público juzgaba que su show valía cada centavo de la entrada. Los hermanos eran noticia con relativa frecuencia. Chang y Eng eran inteligentes y astutos en los negocios. Durante décadas consultaron a muchos doctores acerca de la posibilidad de ser separados, pero, debido a que no existía la tecnología de rayos X para establecer la fisiología interna de la conexión, dicha operación resultaba peligrosa para los hermanos, por lo que desecharon la idea. Sin embargo, la intervención sería realizable hoy en día.
El final de los siameses fue trágico. Chang cayó en el alcoholismo y su salud desmejoró hasta que sufrió un derrame cerebral, que no afectó a Eng. En enero de 1874, a la edad de 63 años, Chang desarrolló una bronquitis que lo condujo a una neumonía. Una noche, Eng se despertó al descubrir que su hermano no respiraba. Chang estaba muerto, así que Eng presintió que su final estaba cerca. Cuando llegó el médico, Eng también había fallecido. El examen post mortem realizado en el College of Physicians and Surgeons de Filadelfia reveló que Chang murió de un aneurisma y Eng de un shock al ver a su mitad sin vida. En este también se dilucidó que estaban unidos por el hígado. A pesar de todo, vivieron su vida con relativa normalidad. Ambos se casaron (con dos hermanas de una acomodada familia local), y tuvieron 10 y 12 hijos respectivamente. Desde entonces el término «siamés» sirve para designar a los gemelos unidos por el cuerpo.
Köning afirma que la primera separación de gemelos unidos estando ambos vivos se llevó a cabo en 1689, en un caso de siameses unidos por el ombligo. A partir de entonces han sido numerosos los casos de separación con supervivencia de uno o ambos gemelos, tal como se informa en la literatura.

## Etiología
Todavía no existe una explicación científica para este hecho, ni se ha podido probar una predisposición para que unos gemelos se conviertan en siameses, probablemente, tenga causas genéticas recesivas. En el pasado se decía que los partos múltiples o cuerpos con partes duplicadas eran producto de un exceso de espermatozoides durante la fecundación. En la actualidad podría pensarse que los medicamentos que se utilizan para la fertilidad producen este tipo de fenómeno, pero aún no se ha probado que estos guarden alguna relación, aunque sí existe una conexión entre estos medicamentos y los partos múltiples.
Los casos de siameses no son tan comunes, pues sólo uno de 200.000 nacimientos son siameses. Se estima que alrededor del 73 a 75 por ciento de éstos son toracópagos o unidos por el pecho o estómago. El tipo menos común son los unidos por la cabeza o craneópagos. Aunque se desconoce la razón, entre un 70 por ciento y un 80 por ciento de los siameses son féminas, a pesar de que la mayoría de los gemelos monocigóticos son varones.
Sobre la prognosis de vida de los siameses se estima que el 50 por ciento nace muerto y el 35 por ciento muere el primer día de vida. El que vivan o no tiene mucho que ver con la forma en que están unidos y la presencia de trastornos adicionales. Otro riesgo que se corre con los siameses es que sufran otras deformaciones en su cuerpo debido al poco espacio que tienen para desarrollarse en el útero.
El grado y origen de la duplicación determina el tipo de gemelos siameses, y varía en un rango que va desde aquellos que sólo están conectados por una fina membrana, hasta 2 o más individuos más o menos formados completamente con un solo tronco y duplicación, o bien de la cabeza o sólo de la parte caudal del cuerpo. Se clasifican según la región anatómica que los une: los toracópagos y xifópagos son los más frecuentes y representan alrededor del 75% de los gemelos unidos, le siguen los pigópagos, los isquiópagos y los craneópagos. Se han propuesto numerosas clasificaciones para su estudio que fundamentalmente se relacionan con el sitio de unión.
No existen factores conocidos que predispongan a su presentación, aunque se señalan algunos posibles como:
- Defectos propios de la línea primitiva.
- Envejecimiento del óvulo que puede resultar por disminución de la capacidad de diferenciación normal, formando dos centros de diferenciación, ninguno capaz de suprimir al otro.
- Una noción común no comprobada totalmente hasta ahora es que la completa separación de los primeros blastómeros es seguida de una fusión parcial por un mecanismo no dilucidado. También existe la teoría de la fisión, que explica o sugiere que la incompleta separación de los primeros dos blastómeros es la que da lugar a los siameses, con duplicación solamente de aquellas partes que fueron completamente separadas. Por ello se concluye que esta anomalía es el resultado de la incompleta separación del disco embrionario cerca del final de la segunda semana de desarrollo.

Además de los factores genéticos señalados, se mencionan dificultades en la nutrición y desarrollo del embrión debido a infecciones o deficiente irrigación sanguínea. Los siameses tienen elevada incidencia de presentar otras malformaciones, y muchas están relacionadas con el sitio de unión aunque otras no están anatómicamente relacionadas con este.

## Tipos
Los embarazos generalmente llevan a la formación de un solo hijo. Se entiende, por tanto, que en la fecundación ha participado un óvulo y un espermatozoide. Sin embargo, en algunas ocasiones pueden nacer dos o más hijos a la vez. Esto se denomina embarazo múltiple. Cuando son dos los niños que vienen, se puede hablar de:
- Gemelos monovulares (monocigóticos, univitelinos): resultan de la fecundación de un óvulo con un espermio, formándose un cigoto. Este se divide y posteriormente se separa en dos porciones, las cuales desarrollan un feto cada una. En este caso, los gemelos son idénticos (y por lo tanto del mismo sexo), comparten la misma placenta y amnios, y cada uno tiene su propio cordón umbilical.
- Gemelos biovulares o mellizos (dicigóticos, bivitelinos): se forman cuando dos óvulos son fecundados por dos espermios, de forma independiente. En este caso los hijos pueden ser de sexos iguales o distintos. Ambos fetos tienen amnios, cordón umbilical y placenta separados.
- Gemelos siameses: se originan igual que los gemelos, pero la separación de cada porción celular se realiza tempranamente -en la segunda semana-. Por esta razón se producen gemelos, pero nacen unidos por algún órgano.

### Clasificación de los gemelos siameses
Los gemelos unidos se catalogan de acuerdo con las partes del cuerpo unidas o compartidas. En 1926, Seammon formuló una clasificación completa de los tipos existentes. Utilizando esta y la escrita por Wilder en 1904, Potter elaboró una clasificación ampliada y corregida, vigente aún.

#### Simétricos
Los gemelos unidos simétricamente constituyen una rareza y plantean un complejo problema. Esto no es frecuente, ya que ocurre en casos excepcionales. Muchos de ellos nacen muertos, pero en el presente más de 400 logran sobrevivir aunque requieran posteriormente cirugía para su separación. El éxito depende de la extensión de la unión, la distribución de los órganos vitales y la existencia de malformaciones congénitas asociadas (10-20% de defectos mayores).
Aunque su patogenia resulta desconocida, se supone que ocurre entre 13 y 15 días después de la fertilización con división incompleta del cigoto. Su incidencia oscila entre 1:50.000 y 1:200.000 nacidos vivos.
Los gemelos unidos simétricamente se clasifican en:
- Toracópagos, xifópagos o esternópagos (73-75%): Conexión de la región external o cerca de ella, con los individuos situados cara a cara. La anatomía interna es variable; habitualmente tienen órganos separados, excepto el hígado.
- Pigópagos (18-19%): Conexión por la espalda, usualmente por la pelvis, con sacro y cóccix comunes, y los tubos digestivos que acaban en un ano y recto común. Con frecuencia existen malformaciones genito-urinarias.
- Isquiópagos (6%): Conexión a nivel de la pelvis inferior, cuerpos fusionados en la región pélvica hasta el ombligo; por encima los cuerpos están separados y son normales.
- Craneópagos (1-2%): Por lo general se hallan unidos por la parte media de la cabeza; casi siempre los cerebros están separados o sólo ligeramente fusionados.

#### Asimétricos
En el caso de los gemelos unidos de manera asimétrica, uno de ellos es más pequeño y depende del otro (relación parásito-huésped). El más pequeño, generalmente incompleto, llega a actuar como una especie de parásito del primero. Es el caso de fetus in fetu.

## Diagnóstico
Para esta tarea la ultrasonografía resulta fundamental. Cuando la placentación es monocoriónica monoamniótica es importante tener presente esta entidad.
En algunos lugares de África la incidencia de gemelos siameses es de 1 entre 14,000 nacimientos, lo que sugiere una mayor frecuencia en la raza negra. El polihidramnios se encuentra en el 50% de los casos. En el caso de gemelos unidos por un pequeño puente, el diagnóstico será más difícil y algunos autores plantean que la amniografía es muy importante para esclarecerlo.
El nacimiento de gemelos unidos provoca serios conflictos. El desarrollo de técnicas de separación quirúrgica y la anticipación de un pronóstico de supervivencia es una difícil situación en el momento del nacimiento.
Es por ello que la ecografía como medio diagnóstico constituye una herramienta imprescindible para la detección prenatal precoz de malformaciones congénitas fetales, lo que permite ofrecer una mejor atención materno-infantil. Esto repercute notablemente en la morbilidad perinatal y brinda a la pareja una mayor seguridad sobre el estado de salud de su descendencia.
Para diagnosticar un embarazo de siameses es necesario hacer una prueba de ultrasonido de alta resolución. Esta muestra una imagen más clara y exacta de los cuerpos y permite determinar de qué manera están unidos. Precisamente, aclarar la forma en que están unidos los fetos es crucial para saber cómo será el parto y qué se hará después del parto para separar los cuerpos, si es posible. En ocasiones, se prefiere esperar que los cuerpos estén un poco más formados y estables para someterlos a cirugías de separación.
La mayoría de estos partos terminan en cesárea por el bien de la madre y del niño, aunque dependiendo de la forma en que estén unidos y la posición dentro del vientre pudiera llevarse el parto a cabo por vía vaginal.

## Separación de los gemelos siameses
Los siameses son consecuencia de la separación incompleta de los dos gametos procedentes de un solo óvulo durante las dos primeras semanas de la fase embrionaria. Aunque estas situaciones son extrañas, ocurren con mayor frecuencia en Sudáfrica donde los siameses no son un fenómeno inusual, aunque no existe ninguna base genética en los siameses.
Los mejores resultados se consiguen cuando la separación se realiza entre los cinco meses y el año de vida. Pero antes de llevar a cabo la intervención es fundamental realizar un estudio exhaustivo para determinar qué órganos están completos y si es posible ejecutar la separación. Puede presentarse un conflicto de tipo ético cuando hay algún órgano compartido y es preciso decidir qué bebé tiene más posibilidades de sobrevivir. La supervivencia de estos niños, una vez separados, es del 53 por ciento en los simétricos -completos-, mientras que en los asimétricos, en los que hay que elegir por uno de los bebés, asciende hasta el 90 por ciento. Globalmente, la supervivencia a largo plazo es del 68 por ciento.
Respecto a la calidad de vida, suele ser muy buena después de la operación, aunque los que estaban unidos por la pelvis suelen presentar problemas genito-urinarios, que requerirán una nueva cirugía para reconstruir los defectos. Es indiscutible que los adelantos anestésicos y quirúrgicos han mejorado este tipo de intervenciones.
La polémica que se suscitó hace un tiempo sobre la separación de las siamesas Jodie y Mary en Londres abrió una eterna duda. Se perdió la vida de la más débil. Un equipo del Hospital Infantil Great Ormond Street, en Londres, publicó una investigación en la que aseguran que la mayoría de los siameses sobreviven a las operaciones planeadas para separarles. Sin embargo, si la operación que se les efectúa es de urgencia, la tasa de supervivencia baja al 44%.
Entre 1985 y 2000, periodo en el que un único equipo quirúrgico del hospital londinense vio 17 pares de siameses. Cinco de estas parejas no fueron separadas y todos los niños murieron. En contraste, entre las cinco parejas que fueron separadas mediante una intervención planeada de antemano, ocho de los diez niños sobrevivieron. Por último, las siete parejas de siameses restantes sufrieron una separación de urgencia, que son las que se practican cuando uno de los dos siameses ha muerto, corre peligro de morir o para salvar la vida de uno de los bebés en detrimento del otro.
Los casos de siameses son poco frecuentes ya que apenas hay un nacimiento de este tipo por cada cien mil, y las uniones rara vez presentan las mismas características; por ello que las operaciones de separación son poco frecuentes.

## Lista de siameses notables
- Mary y Eliza Chulkhurst, gemelas isquiópagas nacidas en Kent, Inglaterra en 1100 que vivieron 34 años. Algunos las consideran solo una leyenda.
- Los hermanos Scottish (1460-1488 aprox.) nacieron cerca de Glasgow y muy niños fueron trasladados a la corte de Jaime III de Escocia, donde fueron educados y vivieron hasta su muerte con 28 años, lamentada por el rey y los cortesanos. Gemelos dicefálicos parápagos dibraquios, que aparentan una persona bicéfala, hablaban y leían varios idiomas y eran unos apreciados cantantes a dúo, uno era tenor y el otro barítono.[2]
- Las hermanas de Szony, Hungría, gemelas pigópagas nacidas en 1701 y que vivieron 22 años, fueron los primeros siameses en exhibirse en Europa.
- Chang y Eng, nacieron en Siam (actualmente Tailandia) en 1811 unidos por una banda del final del esternón a casi el ombligo (xifópagos), siendo los primeros siameses famosos internacionalmente. El término "siamés" procede de Siam, nombre antiguo del país en el que nacieron.
- Giacomo y Giovanni Battista Tocci, gemelos dicefálicos parápagos tetrabraquios nacidos en Italia que se exhibieron a finales del siglo XIX con gran éxito en Europa y EE. UU.
- Radica y Doodica nacidas en Orissa, India en 1888[3] y separadas con éxito en 1902, pero murieron de tuberculosis.
- Lucio y Simplicio Godino (1908-1936) gemelos filipinos pigópagos; los siameses pigópagos masculinos son muy poco comunes.
- Daisy y Violeta Hilton (1908-1969) gemelas pigópagas inglesas que trabajaron desde niñas en freaks shows y vodevil y actuaron en la película de culto de Tod Browning Freaks (La parada de los monstruos, 1932).
- Masha y Dasha Krivoshliápova (1950-2003) gemelas rusas isquiópagas, víctimas del sistema científico soviético.
- Lori y George (anteriormente conocida como Reba, nacida Dori) siamesas craneópagas nacidas el 18 de septiembre de 1961 en Reading, Pensilvania.
- Ladan y Laleh Bijani, nacidas en Irán, en el año 1974, estando unidas por la cabeza. El 8 de julio de 2003, fueron intervenidas para ser separadas, pero ambas fallecieron.
- Katie y Eilish Holton de Kildare, Irlanda, nacidas en 1988. Nacieron en un solo cuerpo, al igual que Abigail y Brittany Hensel. Katie murió pocos días después de la separación en 1992.[4] #
- Abigail y Brittany Hensel, nacidas el 7 de marzo de 1990 en el Condado de Carver, Minnesota, Estados Unidos, no han sido separadas por ser un caso de bicefalia: gemelas dicefálicas parápagas dibraquias.
- Iesha y Teisha Turner, nacidas el 19 de abril de 1991. Exitosamente separadas en Texas Children's Hospital.[5]
- Ram y Laxman 1992 exitosamente separados en Guntur, India. #
- José Patricio y Marcelo Antonio Fuentes, nacidos en Chile el 2 de octubre de 1992, estaban unidos por su abdomen, con sus corazones pegados y compartiendo su hígado. Fueron separados con éxito el 29 de junio de 1993 en una cirugía que duró diez horas, sin embargo, Marcelo Antonio sufrió una infección cuando tenía ocho años, lo que le causó la muerte el 24 de noviembre de 2000.[6]
- Anjali y Geetanjali exitosamente separadas en Guntur, India en 1993. #
- Rekha y Surekha  exitosamente separadas en Guntur, India en 1998. #
- Shawna y Janelle Roderick separadas el 31 de mayo de 1996[7] en Loma Linda Children's Hospital.[8] #

### SigloXXI
- Ganga y Jamuna Shrestha, nacidas en Nepal en el año 2000, estaban unidas por el cráneo. Fueron separadas con éxito en el Hospital General de Singapur el 6 de abril de 2001 tras una operación de 4 días. Siete años después, Ganga falleció debido a una infección en el pecho en julio de 2008.[9][10]
- Ahmed y Mohamed Ibrahim, siameses egipcios nacidos el 2 de junio de 2001 en la localidad de Qus, a 800 km al sur de El Cairo, nacieron unidos por el cráneo. Fueron separados con éxito tras más de 30 horas de operación en el Centro Médico Infantil de Dallas, Texas, el 12 de octubre de 2003.[11][12]
- Tamara e Isidora Ulloa, nacidas en Chile el 7 de agosto de 2002, estaban unidas por su tórax y su abdomen. Fallecieron el 28 de enero de 2003 a causa de una insuficiencia respiratoria.[13]
- Constanza y Emily Zambra nacieron en Chile el 17 de mayo de 2007 compartiendo el hígado e intestino. Sus corazones estaban separados, pero funcionaban como uno solo al tener el mismo ritmo cardíaco.[14] Fallecieron tres días después de su nacimiento por una falla multisistémica, siendo sepultadas en la ciudad de Copiapó.[15]
- Hannah Yineth y Hannah Yaneth nacieron en Panamá en agosto de 2009 compartiendo el hígado. Fueron separadas con éxito el 29 de septiembre de 2010 en una operación que duró ocho horas, pero Hannah Yineth murió dos semanas después debido a problemas en su riñón y complicaciones de la cirugía hepática.[16] #
- María Paz y María José nacieron el 3 de febrero de 2011 en Villarrica Chile, y fueron separadas en Santiago de Chile en el Hospital Calvo Mackenna el 13 de diciembre de 2011[17] en una operación que duró cerca de 20 horas. El 19 de diciembre falleció María José producto de una falla orgánica múltiple fundamentalmente asociada a sus problemas cardíacos.[18] #
- En Pará, Brasil una mujer llamada María de Nazaré dio a luz a gemelos (Emanoel y Jesús), con dos cabezas y un solo torso. Murieron en julio de 2012. Los médicos descartaron separarlos debido a que ambos cerebros se encuentran funcionando independientemente.[19]
- En Maracaibo, Venezuela nacieron María de los Ángeles y María Gracia el 15 de enero de 2012, unidas a la altura del tórax y el estómago por medio de una cesárea normal. Se estudió la posibilidad de separarlas ya que se sospechaba la existencia de un solo corazón. El 6 de octubre de 2016 fallecieron debido a complicaciones respiratorias ocasionada por compartir el mismo corazón.[20]
- En la clínica 35 del Instituto Mexicano del Seguro Social de Chihuahua, México, nacieron gemelos de dos cabezas y un solo torso el 7 de enero de 2017. Fallecieron al día siguiente.[21]